# صفحات زیست محیطی
صفحات زیست محیطی محیطی شبیه یک کاغذ یا مقوا، شبیه ساخت و ساز و بسته‌بندی مواد و به‌طور کلی تولید با استفاده از فشرده سازی محیط زیست سالم، مواد زراعی است. در اکثر موارد این به معنی بکارگیری استفاده‌های الیاف زراعی سلولز بالا است، مانند کاه پس از برداشت برنج، جو، گندم و علف فیل یا معادل آنها، بیشتر مسیل زباله شهری مانند فیبر (بافت) روزنامه.
پانل‌های ساخت و ساز ساخته شده از ضایعات کشاورزی برای صدها سال در اطراف بوده‌اند، به خصوص در مرکز و شرق اروپا که در آن برگ‌ها و کاه فشرده شده به عنوان عایق و حتی مواد ساختاری مورد استفاده قرار گرفت. تخته پانل‌های محیطی نباید با ساختار سخت کاه اشتباه گرفته شود؛ که ضایعات فیبرها را به تخته پانل فشرده همگون شده پردازش نمی‌کند.
ایده پانل‌های با ساختار زیست محیطی با اصول پایداری جفت می‌شود؛ یعنی کاهش دادن ضرباتی که کل چرخه زندگی ساخت محیط‌های ساخته شده روی محیط زیست داشته‌است.

## معیارهای مصالح ساختمانی پایدار
- منابع مصالح
- شدت انرژی تولید
- بهره‌وری انرژی
- سمیت مواد شیمیایی مورد استفاده در فرایند تولید
- پتانسیل بیرون دادن گاز به محیط زیست ساخته شده